# Честный вор (фильм)
«Честный вор» (англ. Honest Thief) — американский боевик Марка Уильямса. В главной роли: Лиам Нисон. В США фильм вышел 9 октября 2020 года. В России фильм вышел 8 октября 2020 года.

## Сюжет
Бывший грабитель банков Том Картер встречает женщину своей мечты и хочет провести с ней остаток своих дней. Поэтому он решает сдаться полиции и вернуть незаконно присвоенные деньги. Однако продажные агенты ФБР Нивенс и Холл решают сыграть свою игру. Они под предлогом сделки оставляют украденные «улики» себе и пытаются устранить Тома, как свидетеля.
Их планам не дано осуществиться: внезапно появляется агент Бейкер. Чтобы запутать следы и повесить убийство на Тома, Нивенс убивает  своего старшего коллегу выстрелом в упор. Но Том, воспользовавшись его замешательством и своими навыками пехотинца, отбирает у Холла пистолет, выбрасывается вместе с Нивенсом из окна своего номера на втором этаже и сбегает. Теперь на него объявлена охота, как на убийцу агента ФБР.
Ему потребуется приложить все усилия, чтобы доказать свою непричастность к этому инциденту и очистить своё оболганное имя. Часы тикают, и у него на это слишком мало времени. Для достижения благой цели его подруга Энни, ради которой он готов понести соответственное наказание и отбыть недолгий срок в тюрьме общего режима, помогает ему в этом после некоторых трудностей. Также он сотрудничает с агентом Мейерсом — напарником убитого Сэма Бейкера.

## В ролях
| Актёр              | Роль             |
| ------------------ | ---------------- |
| Лиам Нисон         | Том Картер       |
| Кейт Уолш          | Энни Вилкинс     |
| Джай Кортни        | агент Нивенс     |
| Джеффри Донован    | агент Мейерс     |
| Энтони Рамос       | агент Холл       |
| Роберт Патрик      | агент Сэм Бейкер |
| Жасмин Сепас Джонс | Бэт Холл         |